# Грэсовский
Грэ́совский (укр. Гресівський, крымскотат. Gresovskiy, Грэсовский) — посёлок городского типа / посёлок в Крыму, на берегу реки Салгир, в 8 км от Симферополя, высота центра посёлка над уровнем моря 224 м. Входит в городской округ Симферополь (согласно административно-территориальному делению Украины — центр Грэсовского поселкового совета Симферопольского горсовета). Среди симферопольцев известен как ГРЭС. Расположен на автодороге 35К-001 Красноперекопск — Симферополь.
День посёлка решением поссовета отмечается в последнее воскресенье сентября.

## Население
| 1970    | 1979    | 1989  | 2001    | 2009    | 2010    | 2011    |
| ------- | ------- | ----- | ------- | ------- | ------- | ------- |
| 4538    | ↗6931   | ↗9699 | ↗10 037 | ↗10 983 | ↗11 064 | ↗11 139 |
| 2012    | 2013    | 2014  | 2021    |         |         |         |
| ↗11 214 | ↗11 391 | ↘9835 | ↗10 156 |         |         |         |

## Экономика

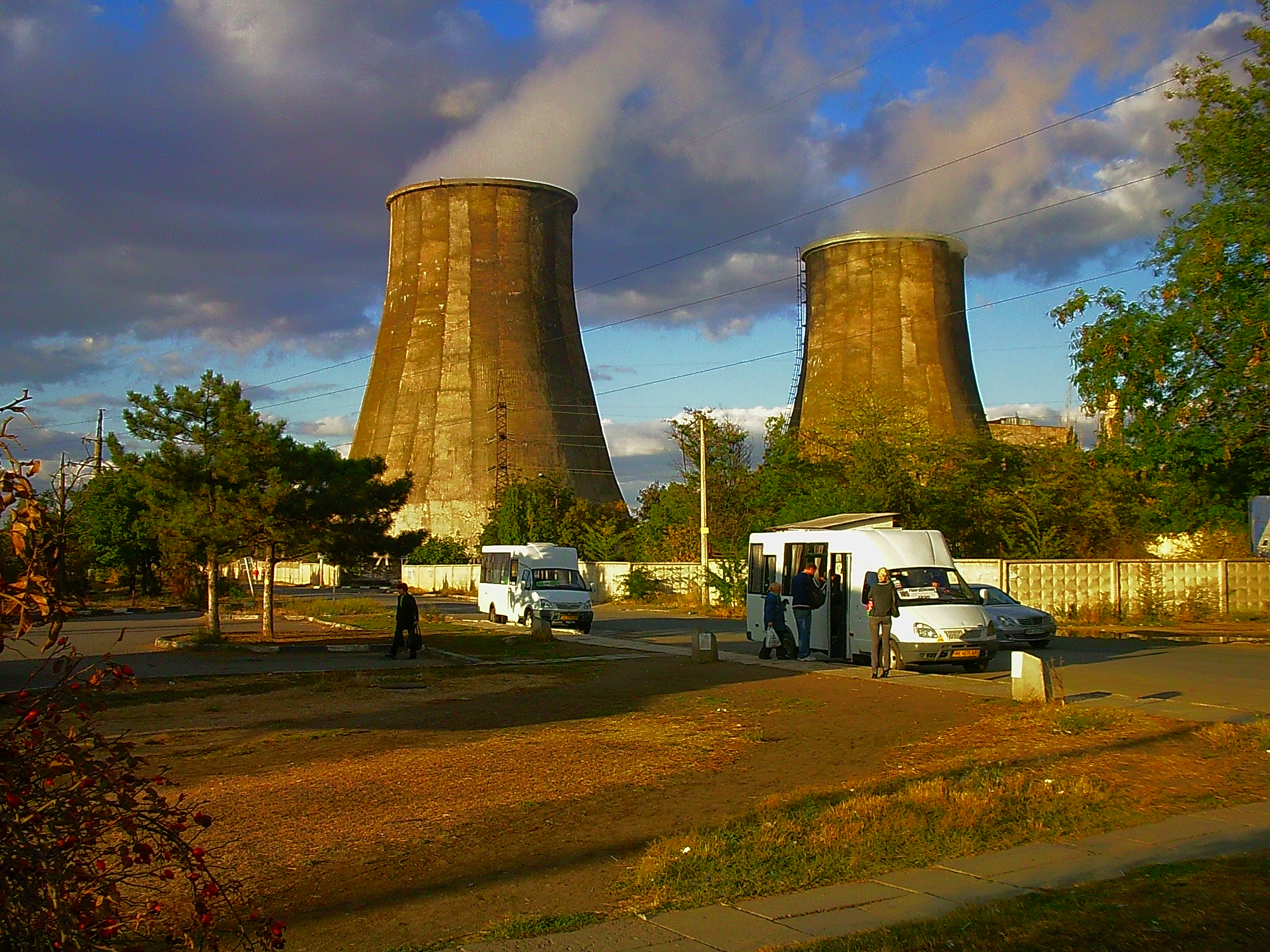

Заводы: винодельческий, ремонтно-механический, два завода железобетонных изделий. Симферопольская ТЭЦ.

## Образование и культура

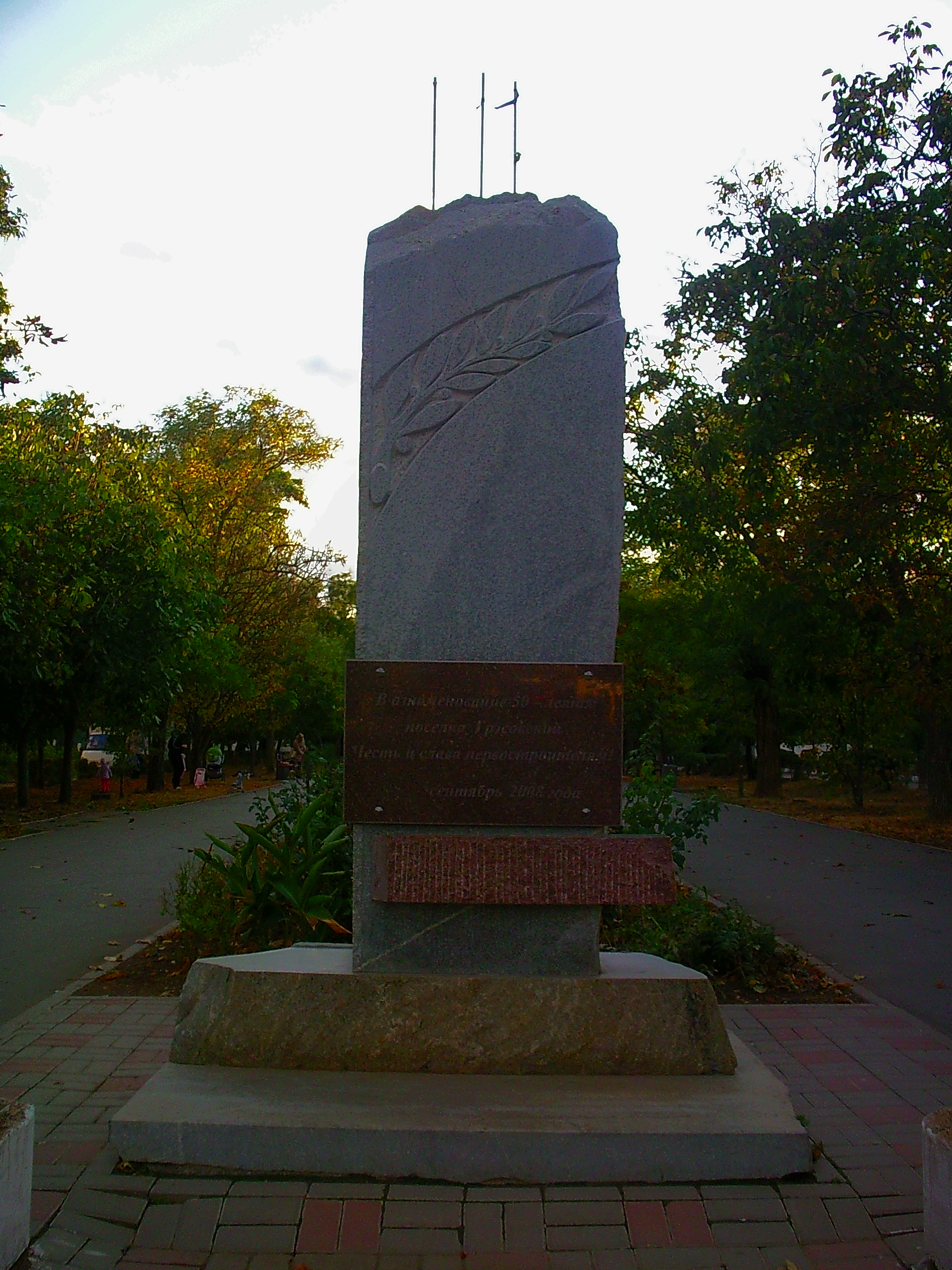

Средняя школа № 34 (ул. Яблочкова, 12), музыкальная школа (Грэсовская ул., 4), спорт комплекс (ул. Яблочкова, 16), 4 детских сада (№ 45, № 51, Боровичок и № 101).

## Медицина
ГБУЗ РК Симферопольская поликлиника № 5 (ул. Яблочкова, 22/9)

## Транспорт
С аэропортом Симферополя, центром города и другими районами Симферополя связан регулярными рейсами. 
Автобусы: 9, 49, 91, 98, 100, 101, 105, 113, 456, 459
Маршрутки: 94, 478, 548-23.
Троллейбус: 9, 17, 17К, 20.
На территории посёлка имеется остановка электричек, следующих в Саки, Евпаторию, Джанкой, Солёное Озеро, а также в направлении станции «Симферополь-Пассажирский».
С ГРЭСа отправляются автобусы пригородного сообщения в пгт Гвардейское Симферопольского района.

## Религия
Православный Храм Иоанна Златоуста.

## Улицы
На 2018 год на территории посёлка находится 8 улиц и 2 переулка. На 2009 год, по данным горсовета, в посёлке проживало 11,6 тысячи человек.

## Поселковые головы
- Шумеева Наталья (2008)[16]